# Carolus Wirijn
Carolus Wirijn, född 5 september 1655 i Virserums församling, Östergötlands län, död 22 oktober 1699 i Häradshammars församling, Östergötlands län, var en svensk präst.

## Biografi
Carolus Wirijn föddes 1655 i Virserums församling. Han var son till bonden Sven Carlsson och Gunhild Nilsdotter. Wirijn blev 26 oktober 1676 student vid Uppsala universitet och avlade 10 december 1685 i magisterexamen. Han blev 9 mars 1686 konrektor vid Linköpings trivialskola. Wirijn prästvigdes 24 juni 1689 och blev samma år kyrkoherde i Häradshammars församling. Han avled 1699 i Häradshammars församling.

### Familj
Wirijn var gift med Elisabeth Wiraenius. Hon var dotter till kyrkoherden i Virserums församling. De fick tillsammans flera barn.